# Rainelle
Rainelle est une ville américaine située dans le comté de Greenbrier en Virginie-Occidentale.
Selon le recensement de 2010, Rainelle compte 1 505 habitants. La municipalité s'étend sur 1,12 milles carrés (2,9 km2).
La ville est nommée en hommage aux fabricants de bois Thomas W. et John Raine.